# Divisie Nr. 5 (Newfoundland en Labrador)
Divisie Nr. 5 (Engels: Division No. 5) is een censusdivisie in Newfoundland en Labrador, de oostelijkste provincie van Canada. Het door Statistics Canada afgebakende gebied komt overeen met het centrale westelijke deel van het eiland Newfoundland.
De grootste plaats in de divisie is de stad Corner Brook.

## Demografie

### Bevolkingsomvang
De volkstelling van 1951 was de eerste sinds de toetreding van Newfoundland tot de Canadese Confederatie. Divisie Nr. 5 telde toen zo'n 28.000 inwoners. De censusdivisie kende in de decennia erna een stevige groei en piekte net onder de 47.000 inwoners in 1981. Daarna begon er een 20 jaar durende periode waarin de bevolkingsomvang gestaag daalde. In 2001 telde Divisie Nr. 5 niet veel meer dan 40.000 inwoners meer. In de periode 2001–2021 bleef het inwoneraantal daarentegen stabiel.
- Bron: Statistics Canada (1951–1986[1], 1991–1996[2], 2001–2006[3], 2011–2016[4], 2021[5])

### Taal
In 2021 had 98,3% van de inwoners van Divisie Nr. 5 het Engels als (al dan niet gedeelde) moedertaal; vrijwel alle anderen waren die taal machtig. Hoewel slechts 190 mensen (0,5%) het Frans als (al dan niet gedeelde) moedertaal hadden, waren er 1.480 mensen die die andere Canadese landstaal konden spreken (3,7%). Na het Engels en Frans was in 2021 de meest gekende taal het Spaans met 130 sprekers (0,3%). Er woonden daarenboven vijftien Nederlandstaligen.

### Inheemse bevolking
Bij de volkstelling van 2016 gaven 9.590 inwoners (23,2%) van Divisie Nr. 5 aan dat ze een inheemse identiteit hebben. Ruim 80% onder hen behoort tot de First Nations met daarnaast nog 500 Métis, 130 Inuit en 1.045 mensen die hun inheemse identiteit niet verder specificeerden of een gemengde inheemse identiteit hadden. Slechts 30 mensen waren een inheemse taal machtig.

## Plaatsen
Divisie Nr. 5 telt één stad en negentien gemeenten die volgens de volkstelling van 2021 tezamen 38.442 inwoners telden, oftewel ruim 95% van het inwonertotaal. De overige inwoners woonden in gemeentevrij gebied, grotendeels in de zes local service districts (LSD's). Er waren echter ook enkele honderden mensen die in een van de zes LSD-loze plaatsen of between communities (tussen twee plaatsen in) woonden en aldus geen enkele vorm van lokaal bestuur genoten.
| - Cormack - Corner Brook (stad) - Cox's Cove - Deer Lake - Gillams - Hampden - Howley - Hughes Brook - Humber Arm South - Irishtown-Summerside - Jackson's Arm - Lark Harbour - Massey Drive - McIvers - Meadows - Mount Moriah - Pasadena - Reidville - Steady Brook - York Harbour | - Beaches - Little Rapids - Pollard's Point - Pynns Brook - Sop's Arm - St. Judes - George's Cove - George's Lake - Humber Valley Resort - Humber Village - Jack Ladder - Pinchgut Lake |